# Glass (película)
Glass es una película estadounidense de suspenso escrita, coproducida y dirigida por M. Night Shyamalan, y estrenada en 2019. Esta película es la tercera parte de la trilogía Unbreakable (saga) compuesta por El protegido y Split. Bruce Willis, Samuel L. Jackson, Spencer Treat Clark y Charlayne Woodard reinterpretan sus papeles de El protegido, mientras que James McAvoy y Anya Taylor-Joy repiten sus papeles de Split, con Sarah Paulson uniéndose al reparto.
Mientras se mantenía interés en crear una secuela de El protegido, Touchstone Pictures optó por no financiarla a pesar del éxito en taquilla. Shyamalan tenía la intención de escribir Split usando un personaje que había escrito para El protegido pero que había retirado del libreto. Shyamalan vio la oportunidad de crear una trilogía, y adaptó el final de Split para encajar la película dentro de la narrativa de El protegido. Esto incluyó obtener de Disney los derechos de uso del personaje de Willis en El protegido, con el compromiso de incluir a Disney en la producción y distribución de su tercera película junto a Universal Pictures si ésta era producida. Split fue un éxito económico como también en las críticas, y en abril de 2017, Shyamalan anunció el comienzo del proceso de producción de Glass.
El estreno de la película fue el 18 de enero de 2019 en América del Norte por Universal Pictures y en el resto del mundo por Walt Disney Studios Motion Pictures bajo el sello de distribución Buena Vista International en territorios internacionales. Recibió críticas mixtas de parte de críticos especializados, con algunos de ellos considerándola decepcionante y lamentaron el clímax utilizado.

## Argumento
Tres meses después de los eventos de Split, en los que Casey Cook escapó del cautiverio en el Zoológico de Filadelfia, la Horda ha tomado como rehenes a cuatro animadoras para entregarlas como sacrificio a la Bestia. David Dunn, en un esfuerzo por detener a la Horda, lo ha estado siguiendo con la ayuda de su hijo Joseph. Joseph teoriza que si bien los incidentes relacionados con la Horda han ocurrido dentro de un área triangulada alrededor del zoológico, él cree que la Horda se esconde en otro lugar que le permite alcanzar el área triangulada fácilmente, lo que deducen que es un barrio industrial con múltiples fábricas.
David da un paseo por esa zona y se acerca a un Hedwig, rozándolo al pasar, lo que le permite ver a Hedwig sentado entre las cuatro animadoras cautivas. Con la ayuda de Joseph, determinan a las porristas detenidas en una fábrica de ladrillos, en dirección opuesta a Hedwig. David libera a las animadoras, pero se enfrentan a la Bestia, que había emergido para reclamar su sacrificio. David y la Bestia se involucran mutuamente en la sala sin vencer al otro. Tratando de escapar de las garras de la Bestia, David se arroja a sí mismo y a la Bestia por la ventana de arriba. Ninguno de los dos sufre ninguna lesión por la caída, pero antes de que puedan volver a participar, un brillante destello de luz somete a la Bestia y trae una personalidad diferente hacia adelante. Luego, los dos son puestos bajo custodia e ingresados en el Hospital Psiquiátrico Raven Hill, donde son observados y tratados por la Dra. Staple, junto con el antiguo archinémesis de David: Elijah Price, quien ahora se hace llamar Mr. Glass. Elijah había residido en la instalación desde su arresto inicial 19 años antes, y se le mantiene bajo una gran medicación de sedantes para evitar que cause daños.
La Horda se mantiene en una habitación equipada con un aparato de iluminación similar que se activa si se acerca demasiado a la puerta, así, el destello obliga a otra personalidad a avanzar y «tomar la luz» en la mente de Kevin, mientras que la habitación de David está equipada con una serie de aspersores, que inundarán su habitación con 56000 litros de agua, en caso de que intente escapar.
La Dra. Staple realiza una serie de pruebas y lleva a cabo numerosas entrevistas y sesiones con los individuos y otras personas que los conocieron o que están cerca de ellos. Específicamente Joseph, la Sra. Price y Casey. En estas diversas sesiones, ella intenta racionalizar sus habilidades como delirios de varios tipos, y algunos de ellos comienzan a creer la posibilidad de que pueda ser cierto.
Finalmente, Elijah puede entrar en la habitación de la Horda, donde habla con Patricia. La convence de que, si bien la percepción de la Dra. Staple podría explicar las cosas, no hace que la realidad de sus habilidades sea menos verdadera. Él le dice a Patricia que quiere conocer a la Bestia la noche siguiente.
Después de que Elijah regrese a su habitación y se vaya a la cama, la Dr. Staple y el personal del hospital lo despiertan bruscamente, y ella le informa de que lo vio salir de su habitación en la filmación de vigilancia y, como resultado, adelantó el calendario de un procedimiento quirúrgico en su lóbulo frontal.
La noche siguiente, uno de los enfermeros del hospital, Daryl, lleva a Elijah su cena y lo controla. Elijah le corta la garganta con un trozo de vidrio y examina un componente del instrumento quirúrgico que retiró, lo que hace que el dispositivo sea ineficaz contra él. Luego va a la habitación de la Horda, donde desactiva las luces para que Kevin pueda irse.
Ellos van a un cuarto de vuelta en el hospital, donde la bestia emerge y considera a Elijah puro a causa de su sufrimiento de tipo I de osteogénesis imperfecta. Cuando Pierce, otro enfermero en el hospital, llega a su turno, va a buscar a Elijah cuando ve a Daryl acostado en la cama de Elijah a través de una de las cámaras de vigilancia.
Encuentra a Elijah en un almacén, y es emboscado por la Bestia, quien lo mata. Permitiendo que Patricia tome la luz, los dos salen del hospital a través del sótano, donde la Bestia reaparece y derrota a tres guardias de seguridad. Elijah ingresa a una sala de control, donde rápidamente escribe el código en la computadora, y luego le habla a David por un intercomunicador en su habitación, diciéndole que David estaba usando muy poco de sus habilidades para luchar contra pequeños delincuentes y, al desatar a la Horda, le estaba dando a David una oportunidad para usar todo su potencial. David atraviesa la puerta de acero de su habitación, encuentra su poncho de lluvia en el almacén y va tras Elijah y la Bestia.
La Bestia derrota a los guardias de seguridad múltiples en las instalaciones y voltea uno de los vehículos de patrulla levantándolo sobre su costado. Luego, David llega y se enfrenta a la Bestia frente al hospital, donde los dos se traban en una lucha. David consigue asestarle varios golpes, mientras la Bestia intenta ahogarlo.
Joseph llega e interrumpe la pelea, explicándole a la Bestia que el padre de Kevin, Clarence Wendell Crumb, murió en el mismo choque de trenes que David sobrevivió años antes, un accidente que fue orquestado por Elijah. Mientras que la Bestia estaba agradecida por lo que veía como su propia creación debido a las acciones de Elijah, sin embargo, se sentía responsable de proteger a Kevin, y hiere mortalmente a Elijah en represalia por asesinar al padre de Kevin.
Volviéndose a David, la Bestia arroja a David al tanque de almacenamiento de agua que fue diseñado para inundar su sala de espera. La Bestia salta tras él y David casi se ahoga antes de romper la pared del tanque y escapar.
Casey se enfrenta a la Bestia antes de que pueda abandonar el sitio. Queriendo salvarlo, ella pronuncia el nombre completo de Kevin como lo había hecho antes, lo que obliga a Kevin a regresar a la luz. De repente, Kevin recibe un disparo en el abdomen por un francotirador con un tatuaje de trébol de tres hojas en su muñeca, y comienza a sangrar, muriendo en los brazos de Casey. David, todavía debilitado por casi ahogarse, es tomado por dos operadores SWAT con tatuajes idénticos de trébol de tres hojas en sus muñecas, y es ahogado en un gran bache que se llenó de agua cuando el tanque se derrumbó.
Antes de su muerte, la Dra. Staple le pide a David que la tome de la mano, permitiéndole ver en su mente que es miembro de una sociedad secreta que se dedica a reprimir a personas sobrehumanas, todos cuyos miembros están marcados con el mismo tatuaje. Luego acude a un Elijah moribundo, y confiesa que todas sus teorías han sido correctas, y la sociedad de la que forma parte ha existido durante 10 000 de años para mantener el orden, creyendo que es «injusto que los dioses vivan entre nosotros». La Sra. Price le dice a Elijah que él identificó erróneamente la situación como una historia de «edición limitada» donde el héroe y el villano se enfrentarán a la vista del mundo, pero la corrige diciendo que es una historia de orígenes.
Luego, la Dra. Staple informa a los demás miembros de su sociedad que han logrado abordar la situación en Filadelfia. Sin embargo, más tarde se entera de que Elijah había secuestrado todas las cámaras de vigilancia en los terrenos del hospital y había enviado las imágenes a su madre, Joseph y Casey. Juntos, filtran las imágenes a Internet y a la prensa, destruyendo por completo a la Dra. Staple y los esfuerzos de la sociedad por mantener al mundo ajeno a los superhumanos, revelando su existencia al mundo. La Dra. Staple grita de frustración y derrotada, y la historia termina con Joseph, Casey y la Sra. Price supervisando Filadelfia junto con la Sra. Price contándole a Joseph y Casey que «es el comienzo ... de un universo», a pesar de ver la muerte de los tres superhumanos.

## Reparto
- Samuel L. Jackson como Elijah Price/El Hombre de Cristal: un asesino en masa encarcelado y teorizador de cómics con osteogénesis imperfecta de Tipo 1 que fue entregado a las autoridades luego de que Dunn descubriera sus delitos.
- Bruce Willis como David Dunn: un ex prodigio del fútbol americano en la universidad que se convirtió en guardia de seguridad con fuerza sobrehumana, resistencia, invulnerabilidad, y una habilidad extrasensorial que le permite ver los crímenes de otras personas al tocarlas.
- James McAvoy como Kevin Wendell Crumb / The Horde: un hombre joven que padece trastorno de identidad disociativo y posee 23 personalidades, cuya química corporal cambia con cada personalidad, resultando en una 24.ª personalidad conocida como "La Bestia".
- Anya Taylor-Joy como Casey Cooke: una chica joven que fue secuestrada por una de las personalidades de Kevin como un potencial sacrificio para "La Bestia", quien logró sobrevivir.
- Sarah Paulson como Dra. Ellie Staple: una psiquiatra especializada en los delirios de grandeza, quien trata a pacientes convencidos de ser superhumanos.
- Spencer Treat Clark como Joseph Dunn: el hijo de David, quien ha creído en las habilidades de su padre desde que era niño y lo ve como un verdadero superhéroe.
- Charlayne Woodard como la Sra. Price: la madre de Elijah. Tiene un gran cariño por su hijo y siempre le dice que es especial, sin importar lo que otros digan.

## Doblaje
| Personaje                         | Actor original      | Actor de doblaje · México | Actor de doblaje · España            |
| --------------------------------- | ------------------- | ------------------------- | ------------------------------------ |
| Elijah Price/El Hombre de Cristal | Samuel L. Jackson   | Blas García               | Miguel Ángel Jenner                  |
| David Dunn                        | Bruce Willis        | Mario Castañeda           | Ramón Langa                          |
| Kevin Wendell Crumb/La Horda      | James McAvoy        | Irwin Daayán              | Juan Antonio Soler                   |
| Casey Cooke                       | Anya Taylor-Joy     | Karen Vallejo             | María Blanco                         |
| Doctora Ellie Staple              | Sarah Paulson       | Rosalba Sotelo            | María Del Mar Jorcano                |
| Joseph Dunn                       | Spencer Treat Clark | Alan Fernando Velázquez   | Javier Lorca                         |
| Señora Price                      | Charlayne Woodard   | Maru Guerrero             | Isabel Donate                        |
| Pierce                            | Luke Kirby          | Gerardo Alonso            | Guillermo Romero                     |
| Daryl                             | Adam David Thompson | Christian Strempler       | Juan Antonio García Sainz De La Maza |
| Jai                               | M. Night Shyamalan  | Eduardo Ramírez           | Álvaro Ramos Toajas                  |

## Producción

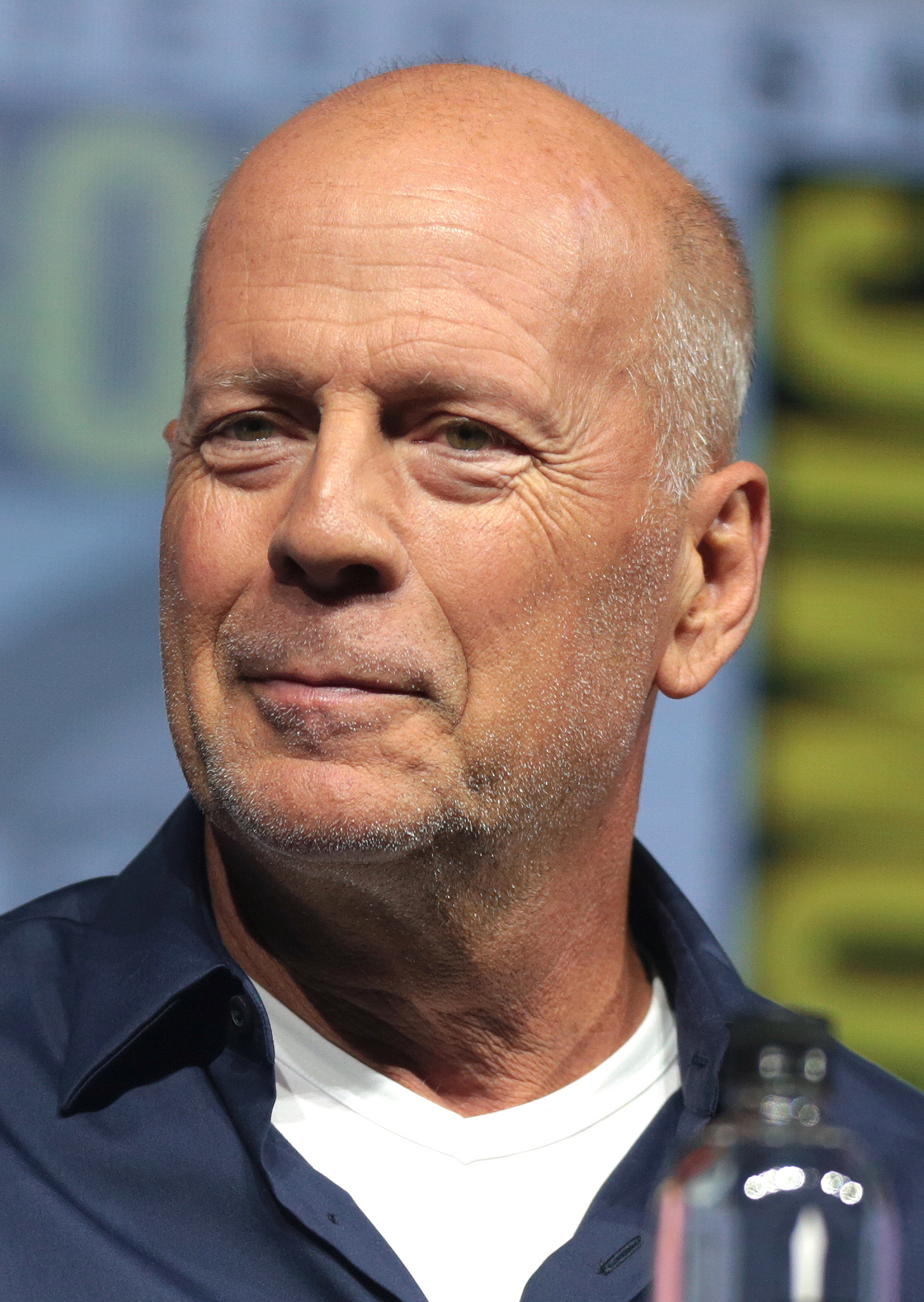
Bruce Willis

### Desarrollo
Después del estreno de El protegido en 2000, los rumores de posibles secuelas empezaron a circular en diferentes entrevistas y fansites. En el mismo año de 2000, se supo que Bruce Willis esperaba que una trilogía de El protegido se rodara con el tiempo. En diciembre de ese año, el escritor y director M. Night Shyamalan negó rumores de haber escrito El protegido como la primera entrega de una trilogía, diciendo no haber siquiera pensado en eso. En agosto de 2001, Shyamalan declaró que, debido al éxito de ventas en DVD, se había acercado a Touchstone Pictures para hablar sobre una secuela de El protegido, una idea que Shyamalan dijo que el estudio originalmente descartó debido a las pocas ventas de la película en salas de cine. En un artículo de septiembre de 2008, Shyamalan y Samuel L. Jackson dijeron que hubo cierta discusión sobre una secuela mientras se filmaba la película, pero que finalmente se descartó debido a las bajas ventas. Jackson dijo que aún estaba interesado pero que Shyamalan no estaba comprometido con la secuela. En febrero de 2010, Willis dijo que Shyamalan todavía "pensaba sobre una película de lucha entre Sam y yo que íbamos a hacer", y declaró que mientras Jackson participara él estaría encantado.
Shyamalan continuó trabajando en otras películas luego de El protegido, y en 2016 estrenó Split. El antagonista principal de Split es Kevin Wendell Crumb, interpretado por James McAvoy, una persona que padece un trastorno de identidad disociativo que afecta la química de su cuerpo, adaptando peculiaridades de cada personalidad. Una de estas personalidades es "La Bestia", la cual causa que el cuerpo de Kevin se transforme a un estado superhumano salvaje, con el deseo de consumir a quienes no hayan tenido alguna situación traumática en sus vidas, aquellos a quienes no considera "rotos". El personaje de Crumb había sido escrito en el guion de El protegido, pero Shyamalan consideró que habría problemas de equilibrio en la historia con su inclusión, y lo quitó; Split fue reescrita a partir de una de las escenas que tenía planeadas para Crumb ampliada de forma que pudiera crear una nueva película.
La escena final de Split incluye al personaje de David Dunn, interpretado por Willis. Shyamalan incluyó a Dunn para conectar Split con El protegido, con Dunn enterándose del escape de "La Bestia" y dándose cuenta de que hay otros superhumanos en el mundo, tal como le había dicho Mr. Glass (Jackson). Al incluir esta escena, se dejó ver la posibilidad de completar una trilogía de películas. Shyamalan declaró poco después del estreno de Split: "Eso espero... [hacer una tercera película de El protegido]. La respuesta es sí. Soy algo flojo a veces. No sé qué va a pasar cuando salga de mi cuarto una semana después de estrenar esta película para escribir el guion. Pero lo voy a empezar a escribir. [Tengo] un borrador realmente fuerte que es bastante intrincado. Pero ahora los estándares para mis borradores son más altos. Necesito saber que ya he ganado. Casi estoy allí, pero aún me falta." El protegido había sido producida por Touchstone Pictures, una filial de Walt Disney Studios, mientras que Split fue producida por Universal Pictures. Shyamalan debió obtener permiso de Disney para reutilizar a Dunn. Shyamalan se reunió con Sean Bailey, presidente de Walt Disney Studios, acerca del uso del personaje; llegaron a un acuerdo de caballeros por el cual Bailey aceptó permitir el uso del personaje en la película sin costo y Shyamalan prometió que Disney estaría involucrado en una secuela, si ésta se llevara a cabo.
Después del éxito económico y de críticas de Split, en febrero de 2017, Shyamalan afirmó que su próximo trabajo sería la tercera parte de la trilogía de El protegido y Split. Shyamalan terminó el guion en abril de 2017, anunciando que se titularía Glass y planeó su lanzamiento para el 18 de enero de 2019. Universal distribuyó el filme en Norteamérica y Walt Disney Studios Motion Pictures internacionalmente a través de Buena Vista International, en lugar de Touchstone Pictures, como ocurrió con El protegido.

### Reparto
El reparto incluyó a actores de ambas películas: Bruce Willis, Samuel L. Jackson, Spencer Treat Clark, y Charlayne Woodard de El protegido y James McAvoy y Anya Taylor-Joy de Split, todos repitiendo sus respectivos papeles en Glass. Sarah Paulson se unió como un nuevo personaje. En noviembre de 2017, Adam David Thompson se unió al reparto en un papel sin especificar.

### Rodaje
El rodaje principal comenzó el 2 de octubre de 2017 en Filadelfia, luego de una semana de ensayos. Shyamalan planeó una filmación de 39 días para esta etapa. El 31 de octubre de 2017 se reportó que Shyamalan estaba filmando en el Hospital Allentown State y que filmaría allí por varias semanas. El 12 de diciembre de ese año, Shyamalan reveló que cuatro escenas serían filmadas en enero de 2018, mencionando que para ello debían viajar. El 16 de febrero de 2018 se filmó una escena en el centro deportivo del Bryn Mawr College. El 12 de julio de 2018 se conocieron las primeras fotografías oficiales del rodaje, incluyendo imágenes de los personajes de Samuel L. Jackson, Sarah Paulson y James McAvoy.

## Recepción

### Crítica
En el agregador de reseñas Rotten Tomatoes, la película tiene un índice de aprobación del 37% basado en 279 reseñas, con un promedio de 5.1/10. El consenso crítico del sitio web dice: "Glass muestra algunos destellos de M. Night Shyamalan en su mejor forma de construcción de mundos basada en giros argumentales, pero finalmente decepciona como la conclusión a esta trilogía de larga gestación de este escritor y director". En el sitio web Metacritic, que asigna un puntaje normalizado para las reseñas, la película tiene una puntuación promedio ponderada de 42 sobre 100, basada en 48 reseñas, lo que indica "críticas mixtas o promedio". Las audiencias encuestadas por CinemaScore dieron a la película una calificación promedio de "B" en una escala de A + a F, por debajo del "B +" que obtuvo Split, pero por encima de la "C" concedida a El protegido.
David Ehrlich, de IndieWire, le dio a la película una calificación "C" y lo calificó como la mayor decepción de la carrera de Shyamalan, y escribió: "El problema con Glass no es que su creador vea su propio reflejo a cada momento, o que se vaya tan lejos de su manera de contorsionar la película en una clara parábola para las muchas etapas de su turbulenta carrera, el problema con Glass es que su narrativa meta-textual, ligeramente intrigante, es mucho más rica y convincente que la asinina historia que Shyamalan cuenta en su superficie". Escribiendo para la revista Rolling Stone, David Fear le dio a la película 3 de 5 estrellas, escribiendo: "Glass no es el flop flaming que algunas personas ya han sugerido que es, ni es la película que usted quiere en términos de empatar ambiciosas nociones de highfalutin sobre cómo procesamos nuestros mitos pulp. En un mundo en el que todas las películas son ahora genocidio o dulce helado, es un gran gesto caracterizado por una sensación de ambivalencia sobre lo que se acaba de ver, que puede en sí mismo ser un signo de fracaso". Laura Di Girolamo, de Exclaim!, calificó a la película con un 6 sobre 10, escribiendo: "En virtud de ser un seguimiento de dos películas que tienen muy poco que ver entre sí, Glass forcejea más cuando trata de ser un final efectivo para una trilogía de la que nunca nos dimos cuenta que era tal".
Owen Gleiberman, de Variety, dijo: "Es bueno ver a Shyamalan volver (hasta cierto punto) en forma, en la medida en que recupere su mojo básico como un hilandero. Pero Glass nos ocupa sin encantarnos; es más atareada que intrigante o excitante. Tal vez sea porque volver a visitar este material parece un poco oportunista, y tal vez porque el diluvio de las películas de cómics que ahora amenaza con engullirnos a diario ha dejado atrás lo que queda del misterio de los cómics".
Richard Roeper, del Chicago Sun-Times, calificó a la película como "un final poco satisfactorio, a medias, algo agrio e incluso desagradable", mientras que Joshua Rivera, de GQ, dijo que "la línea de tiempo es apenas comprensible, con giros tan abiertamente telegráficos que habrían salvado al Titanic".